# Santa Efigenia, Durango
Santa Efigenia är en ort i Mexiko.   Den ligger i kommunen Santiago Papasquiaro och delstaten Durango, i den centrala delen av landet, 900 km nordväst om huvudstaden Mexico City. Santa Efigenia ligger 779 meter över havet och antalet invånare är 186.
Terrängen runt Santa Efigenia är bergig österut, men västerut är den kuperad. Runt Santa Efigenia är det mycket glesbefolkat, med 5 invånare per kvadratkilometer. Närmaste större samhälle är Los Remedios, 16,6 km sydväst om Santa Efigenia. I omgivningarna runt Santa Efigenia växer huvudsakligen savannskog.